# I-League 2nd Division 2016
L'I-League 2nd Division 2016 è l'ottava edizione della I-League 2nd Division, il campionato professionistico indiano calcio club, sin dalla sua istituzione nel 2008.

## Squadre
| Squadra                           | Luogo                         | Allenatore         |
| --------------------------------- | ----------------------------- | ------------------ |
| Dempo                             | Panjim, Goa                   | -                  |
| Fateh Hyderabad                   | Hyderabad, Telangana          | -                  |
| Template:Calcio Gangtok Himalayan | Sikkim                        | -                  |
| Guwahati                          | Guwahati, Assam               | -                  |
| Kenkre                            | Mumbai, Maharashtra           | Ekendra Singh      |
| Lonestar Kashmir                  | Jammu e Kashmir               | Hilal Rasool       |
| NEROCA                            | Imphal                        | -                  |
| Minerva Punjab                    | Punjab                        | -                  |
| Mohammedan                        | Calcutta, Bengala Occidentale | Ananta Kumar Ghosh |
| PIFA                              | Mumbai, Maharashtra           | Nirvan Shah        |

## Classifica

### Group A - Eastern Conference
|                  | Pos. | Squadra                           | Pt | G | V | N | P | GF | GS | DR  |
| ---------------- | ---- | --------------------------------- | -- | - | - | - | - | -- | -- | --- |
| India (bandiera) | 1.   | Mohammedan                        | 16 | 8 | 5 | 1 | 2 | 10 | 7  | 3   |
|                  | 2.   | Template:Calcio Gangtok Himalayan | 13 | 8 | 3 | 4 | 1 | 9  | 4  | 5   |
|                  | 3.   | NEROCA                            | 12 | 8 | 3 | 3 | 2 | 7  | 5  | 2   |
|                  | 4.   | Guwahati                          | 9  | 8 | 2 | 3 | 3 | 9  | 8  | 1   |
|                  | 5.   | Fateh Hyderabad                   | 4  | 8 | 1 | 1 | 6 | 5  | 17 | -12 |

### Group B - Western Conference
|  | Pos. | Squadra          | Pt | G | V | N | P | GF | GS | DR  |
|  | ---- | ---------------- | -- | - | - | - | - | -- | -- | --- |
|  | 1.   | Minerva Punjab   | 19 | 8 | 6 | 1 | 1 | 16 | 3  | 13  |
|  | 2.   | Dempo            | 15 | 8 | 5 | 0 | 3 | 16 | 6  | 10  |
|  | 3.   | Lonestar Kashmir | 13 | 8 | 3 | 4 | 1 | 10 | 5  | 5   |
|  | 4.   | Kenkre           | 6  | 8 | 1 | 3 | 4 | 6  | 11 | -5  |
|  | 5.   | PIFA             | 2  | 8 | 0 | 2 | 6 | 3  | 26 | -23 |

## Round Finale
Sono sottratti 3 punti al Mohammedan SC secondo la decisione della Commissione Disciplinare della FIFA.
|  | Pos. | Squadra                           | Pt | G  | V | N | P | GF | GS | DR  |
|  | ---- | --------------------------------- | -- | -- | - | - | - | -- | -- | --- |
|  | 1.   | Dempo                             | 23 | 10 | 7 | 2 | 1 | 14 | 3  | 11  |
|  | 2.   | Minerva Punjab                    | 19 | 10 | 5 | 4 | 1 | 13 | 8  | 5   |
|  | 3.   | NEROCA                            | 15 | 10 | 4 | 3 | 3 | 11 | 11 | 0   |
|  | 4.   | Mohammedan                        | 15 | 10 | 5 | 3 | 2 | 11 | 6  | 5   |
|  | 5.   | Template:Calcio Gangtok Himalayan | 6  | 10 | 1 | 3 | 6 | 5  | 14 | -6  |
|  | 6.   | Lonestar Kashmir                  | 1  | 10 | 0 | 1 | 9 | 7  | 19 | -12 |